# Club Social Deportivo Juventud Santo Domingo
El Club Social Deportivo Juventud Santo Domingo o simplemente Juventud Santo Domingo. Es un club de fútbol de Perú, de la ciudad de Nazca en el Departamento de Ica. Fue fundado en 2009 y desde 2026 participará nuevamente en la Copa Perú, luego de descender en su debut en la Liga3.  
En el año 2024 fueron campeones distritales, provinciales y departamentales, teniendo una exitosa temporada comandando por el DT Jorge Marquina Ramírez.

## Historia
El club fue fundado el 13 de agosto de 2009 en el distrito de Nazca, departamento de Ica.
En 2023 obtuvieron el título de la liga distrital de Nazca y clasificó a la etapa provincial, pero serían eliminados en el Grupo B por el Deportivo José Olaya.

### 2024: Una exitosa campaña y el ascenso a Liga 3
En la temporada 2024, obtuvieron el bicampeonato distrital, el campeonato provincial tras vencer en la final al club Dos de Mayo y departamental tras vencer en la final a Nacional de la Joya, lo que le permitiría obtener un cupo a la etapa nacional. Terminó en el treintaiunavo puesto por delante de su compatriota, lo que le permitiría su pase a la siguiente ronda. en dieciseisavos de final eliminó a Def. José María Arguedas tras ganar de local por 1-0 y perder de visita por el mismo marcador y ganar en definición por penales por 3 a 2 y tras la eliminación del otro representante de Ica que fue Nacional de la Joya, aseguraban su ascenso a la nueva Liga 3. En octavos de Final superó al Viargoca FC con un marcador global de 3 a 2 y aseguraban su presencia en Lima. En cuartos de final logró superar al Deportivo Ucrania al que venció por 2-1 en partido único jugado en Lima.
Finalmente queda eliminado del torneo en semifinales por Bentín Tacna Heroica tras perder en penales 5 a 4 quedando a un paso de ascender a la Liga 2, por ello debía conformarse con el ascenso a Liga 3 que iniciará el siguiente año.

## Datos del club
- Temporadas en Primera División: 0.
- Temporadas en Segunda División: 0.
- Temporadas en Tercera División: 1 (2025).
- Mayor goleada conseguida:
  - En campeonatos nacionales de local: .
  - En campeonatos nacionales de visita: .
- Mayor goleada recibida:
  - En campeonatos nacionales de local: Juventud Santo Domingo 0:4 Estudiantil CNI (5 de julio de 2025).
  - En campeonatos nacionales de visita: Alianza Lima II 6:0 Juventud Santo Domingo (26 de abril de 2025).

## Estadio

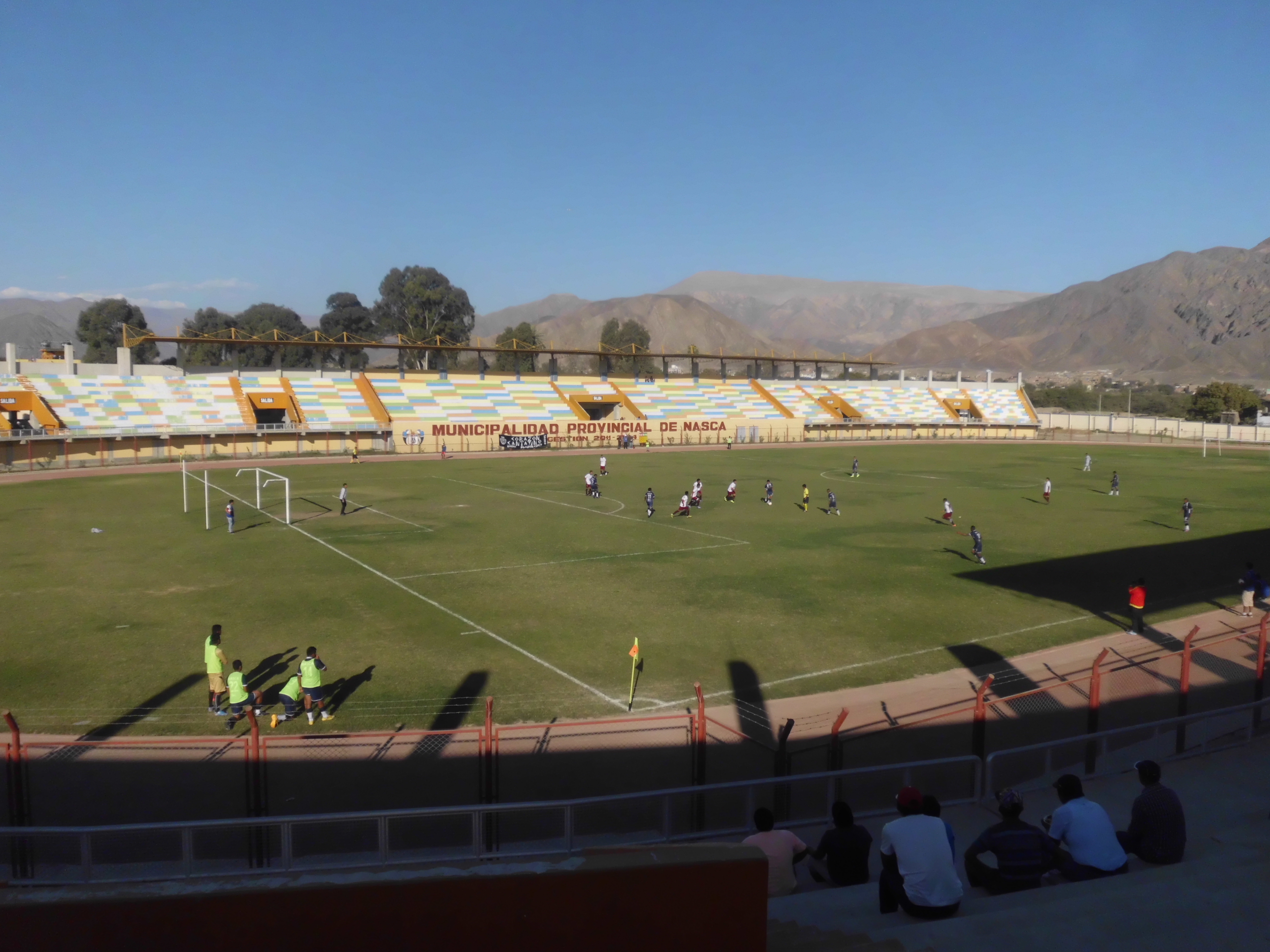
Estadio Pedro Huamán Román de Nazca.

Desde su paso por la Copa Perú, el club juega sus partidos de local en el estadio Pedro Huamán Román ubicado en Nazca, sin embargo, en octavos de final, en el partido ante Viargoca FC, el equipo se presentó en el estadio José Picasso Peratta de la ciudad de Ica. 

## Entrenadores
- Jorge Marquina (2024)
- Rony Revollar (2024-act.)
- Jorge MARQUINA ( 2025 )

## Palmarés

### Torneos regionales
| Competición regional            | Títulos    | Subcampeonatos |
| ------------------------------- | ---------- | -------------- |
| Liga Departamental de Ica (1/0) | 2024       |                |
| Liga Provincial de Nasca (1/0)  | 2024       |                |
| Liga Distrital de Nasca (2/1)   | 2023, 2024 | 2022           |